# La figlia di nessuno (film 1934)
La figlia di nessuno (Anne of Green Gables) è un film del 1934 diretto da George Nichols Jr. e tratto dal romanzo per ragazzi Anna dai capelli rossi di Lucy Maud Montgomery. Il film è il remake del film Fata di bambole del 1919.
Nel film, il ruolo della protagonista Anne Shirley è interpretato dall'attrice sedicenne Dawn O'Day, che da quel momento assunse il nome d'arte di Anne Shirley. Nel 1940 è stato prodotto il seguito dal titolo Anne of Windy Poplars, tratto dal romanzo omonimo di Lucy Maud Montgomery.

## Trama
I fratelli Marilla e Matthew Cuthbert avevano richiesto dall'orfanotrofio un ragazzo per aiutarli nei campi. Quando per un errore invece del ragazzo arriva Anne, Marilla vuole rimandarla indietro, ma alla fine la bambina si farà accettare dai due fratelli e da tutti gli abitanti del villaggio.

## Produzione
La lavorazione del film, prodotto dalla RKO Radio Pictures, durò dal 7 agosto al 14 settembre 1934.

## Distribuzione
Il copyright del film, richiesto dalla RKO Radio Pictures, Inc., fu registrato il 23 novembre 1934 con il numero LP5183.